# Piotr Gajda
Piotr Gajda (ur. 1966 w Tomaszowie Mazowieckim) – polski poeta, współpracownik Kwartalnika Artystyczno-Literackiego „Arterie”, gdzie publikuje recenzje muzyczne w rubryce „Nóż w płycie” oraz Kwartalnika literacko-artystycznego "Afront".

## Twórczość
Poezja:
- Hostel (Łódź 2008)[1]
- Zwłoka (Łódź 2010)[2]
- Demoludy (Mikołów 2013)[3]
- Golem (Mikołów 2014)[4]
- Śruba Archimedesa (Łódź 2016)[5]
- To bruk (Łódź 2018)[6]
- Człowiek z halabardą (Łódź 2020)[7]
- Wiązania wodorowe (Mikołów 2021)[8]
- O włos (Łódź, 2022)[9]
- Goliat zwycięzca (Łódź, 2023)[10]
- Małpa apokalipsa (Bukowno, 2024)[11]
- Biuro straceń (Katowice, 2025)[12]

Antologie:
- Na grani. Antologia wierszy łódzkich debiutantów (Łódź 2008)
- Pociąg do poezji (Kutno 2011)
- Węzły, sukienki, żagle. Nowa poezja, ojczyzna i dziewczyna (Kutno 2013)
- Ani ziemia jałowa, ani obiecana. Antologia łódzkich pisarzy (Łódź 2016)
- Przewodnik po zaminowanym terenie (Wrocław 2016)
- Łagodna jak światło. Antologia polskich i bułgarskich pisarzy (Łódź 2019)
- Globalne wioski. Antologia wierszy z lat 2013–2018 (Toruń 2019)

## Nagrody
W 2007 był nominowany do nagrody głównej XIII Ogólnopolskiego Konkursu Poetyckiego im. Jacka Bierezina i został laureatem Turnieju Jednego Wiersza o Czekan Jacka Bierezina (również III nagrody w tym turnieju w 2008, 2009 i 2010) a w 2013 zdobył nagrodę Otoczaka. Jego wiersze przetłumaczono na język niemiecki (tłumacz - Bernhard Hartmann), rumuński (Teodor Ajder) i bułgarski (Krum Krumov).
W 2014 roku znalazł się wśród dziesięciu najbardziej wpływowych ludzi kultury województwa łódzkiego w plebiscycie przygotowanym przez „Kalejdoskop Kulturalny Reymont”.